# Acerno
Acerno is een gemeente in de Italiaanse provincie Salerno (regio Campanië) en telt 2961 inwoners (31-12-2004). De oppervlakte bedraagt 72,4 km², de bevolkingsdichtheid is 42 inwoners per km².
De volgende frazioni maken deel uit van de gemeente: Avellino.

## Demografie
Acerno telt ongeveer 1067 huishoudens. Het aantal inwoners daalde in de periode 1991-2001 met 5,4% volgens cijfers uit de tienjaarlijkse volkstellingen van ISTAT.
| Jaar | Inwoneraantal |
| ---- | ------------- |
| 1991 | 3185          |
| 2001 | 3013          |

## Geografie
De gemeente ligt op ongeveer 727 m boven zeeniveau.
Acerno grenst aan de volgende gemeenten: Bagnoli Irpino (AV), Calabritto (AV), Campagna, Giffoni Valle Piana, Montecorvino Rovella, Montella (AV), Olevano sul Tusciano, Senerchia (AV).

## Externe link

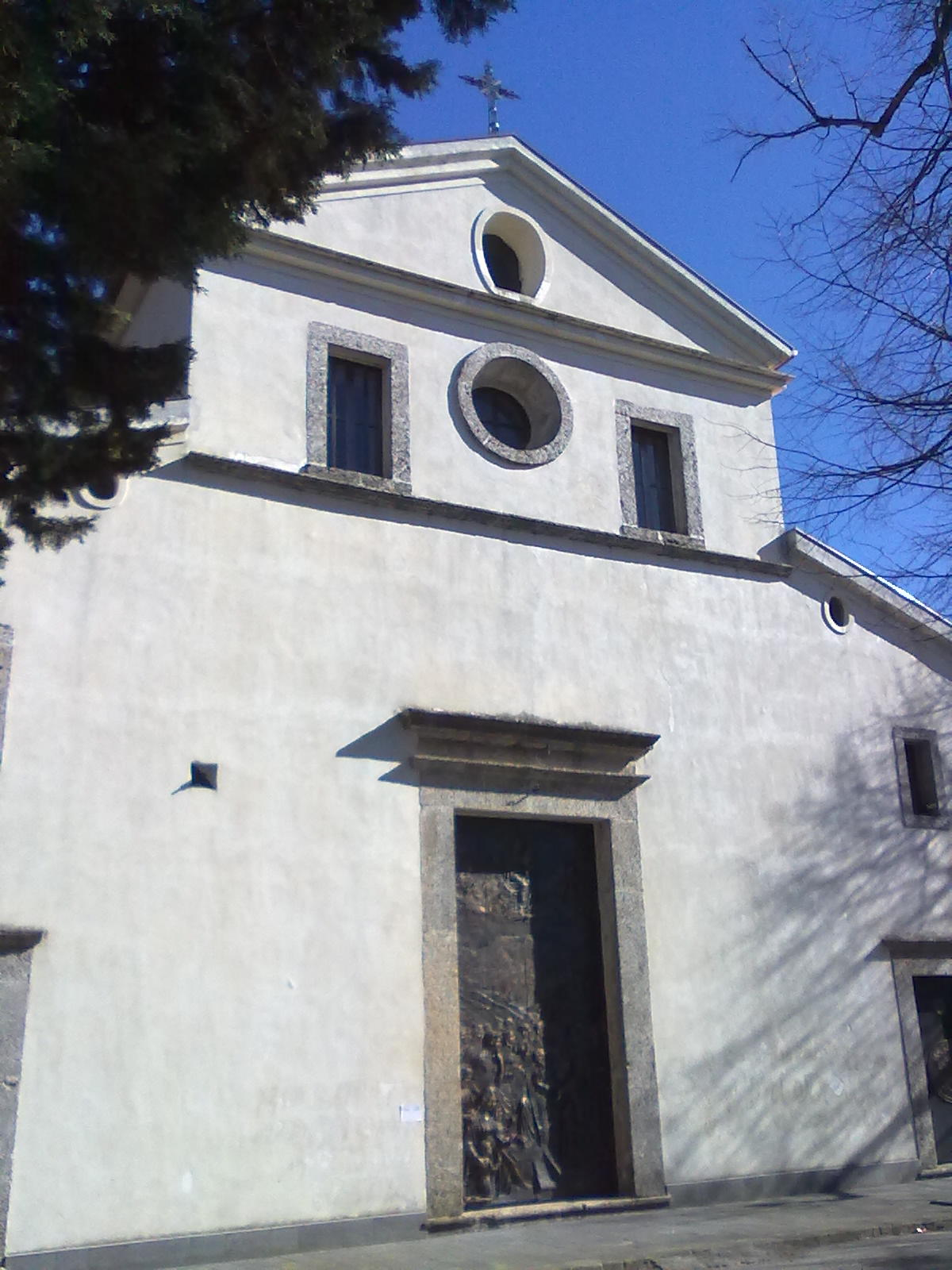
Kerk van Acerno